# 武田元光
武田 元光（たけだ もとみつ）は、戦国時代の大名。武田元信の次男。若狭国守護。若狭武田氏6代当主。

## 生涯
明応3年（1494年） 、武田元信の次男として誕生。元光の母は不詳だが、大永4年9月29日に没したことが『実隆公記』に記されている（なお、元信の正室は伊勢貞祐の娘であるが、同一人物かは不詳）。幼名は彦次郎。
永正16年（1519年）11月、父の元信が出家したため、家督を継承して若狭守護となる。
永正18年（1521年）3月、足利義稙が管領・細川高国と対立し、堺に出奔（後に阿波国に下向）すると、同年7月に細川高国は足利義晴を12代将軍として奉じため、元光は上洛した。同年末、父の没後に領国支配を固めるため、若狭へ下向し、遠敷郡の最西端に堅固な後瀬山城を築き本拠とした。
大永4年（1524年）、再度上洛している。
大永6年（1526年）7月、細川高国が香西元盛を誅殺すると、これに怒った丹波国の波多野元清と柳本賢治が細川高国から離反、それに呼応して足利義晴の弟・足利義維を擁立する細川晴元も阿波で挙兵した。
同年10月23日、細川高国は、丹波神尾山城に総大将細川尹賢を、八上城には瓦林修理亮、池田弾正等を差し向け、更に、足利義晴の名で元光に援軍を要請したため、同年12月、元光は足利義晴を支援するため上洛した。一方、丹波で細川尹賢を打ち破った波多野元清と柳本賢治は京都に向けて進軍、堺に上陸した細川晴元が派兵した三好勝長、三好政長がこれに加わった。
大永7年（1527年）2月、両軍は桂川原で激突したが、武田元光軍が三好軍の襲撃を受けて崩れ、細川高国軍も壊走、元光は将軍足利義晴、細川高国と共に近江国に逃亡した（桂川原の戦い）。
その後も元光は、近江守護・六角定頼らと共に高国派として晴元派の諸将と争ったが、武田軍の苦戦を知った若狭の海賊衆が一色氏や細川晴元と結んで蜂起したため、本国に帰国する。
享禄3年（1530年）、元光は出家し、宗勝と号した。
一方、細川高国は越前国守護・朝倉孝景の支援を受け（川勝寺口の戦い）、次いで、播磨国守護代・浦上村宗の支援を受け勢力を盛り返して京都を奪還、更に堺に進軍するが、享禄4年（1531年）6月に播磨国守護赤松政祐に裏切られて浦上村宗と共に討ち死した（大物崩れ）。宿敵を倒した細川晴元は残された足利義晴・武田元光とは和睦し、天文元年（1532年）に堺公方の足利義維を阿波に帰している（天文の錯乱）。
天文8年（1539年）、元光は病を発し、まもなく家督を子・信豊に譲り山麓の郭に隠居した（屋敷は後に発心寺となる）。高国の没落後も将軍義晴からの信任は厚かったが、度重なる他国への出兵は本国を疲弊させ、従弟の武田信孝や被官である粟屋元隆や逸見氏が反乱を起こすなど、若狭の支配は安定しなかった。
天文20年（1551年）7月10日、死去した。没後に孫の義統が足利将軍家の娘婿になったためか、従三位を追贈されている。

## 人物
和歌にも優れた教養人であり、三条西実隆との交流の記録が残る。また、娘の1人が久我晴通（足利義晴の正室・慶寿院の実弟）の正室となっている。

## 菩提寺
墓所は現在の福井県小浜市の発心寺。法名は発心寺殿天源宗勝大居士。
なお、発心寺の所蔵する、元光肖像3点（絹本著色武田元光像、紙本著色武田元光像（犬追物検見之像）、 木造武田元光像が、平成19年4月20日付けで、福井県指定有形文化財に指定された。このうち木造像は室町期末期の作、紙本著色像は没後23年の後に製作されたものであるが、絹本著色像は没年に製作されたものであり、若狭武田氏当主の、生前の姿を最もよく残している可能性が高い。